# Roberto Bachi
Roberto Bachi (Roma, 16 gennaio 1909 – Gerusalemme, 26 novembre 1995) è stato uno statistico italiano naturalizzato israeliano.

## Biografia
Roberto Bachi nasce a Roma da una famiglia italiana di origine ebraica; suo padre è il noto economista Riccardo Bachi. Roberto completa i suoi studi in legge e statistica presso l'Università di Roma. Insegna all'università di Sassari dal 1934 al 1936, e quindi all'università di Genova dal 1936 al 1938. Costretto dalle leggi razziali fasciste del 1938 a lasciare l'Università italiana, emigra in Palestina dove lavora presso l'Hadassah Medical Organization e durante il 1945-47 presso il Dipartimento di Statistica del Mandato britannico della Palestina. Dai primi anni '40 insegna statistica presso la Hebrew University of Jerusalem ed è nominato professore ordinario nel 1947.
Con la fondazione dello Stato di Israele Bachi è nominato esperto di statistica del governo. Deve la sua notorietà soprattutto alla direzione dell'Ufficio centrale israeliano di statistica che dirige dal 1949 al 1971.
Alla Hebrew University of Jerusalem, Bachi è tra i fondatori della Facoltà di Scienze Sociali, in cui serve come primo decano (1953-56). Nel corso degli anni '50 dirige il Dipartimento di Statistica e Demografia e nel 1959-60 è pro-rettore dell'Università . Nel 1960 Bachi fonda il Dipartimento di Demografia e Statistica presso l'Istituto di storia dell'ebraismo contemporanea della Hebrew University. Bachi continua i suoi studi anche dopo il pensionamento nel 1977, come membro della Israel Academy of Sciences e membro onorario della American Statistical Society, concentrandosi sui due campi di ricerca metodologica, che lo hanno occupato per tutta la sua vita: la geostatistica e la rappresentazione grafica dei dati statistici. Sviluppa metodi innovativi per la riduzione di enormi quantità di dati geografici, statistici e la loro rappresentazione grafica nelle mappe computerizzate.
Nel corso della sua carriera Bachi è autore di numerose pubblicazione, tra cui si segnalano: La mobilità della popolazione all'interno delle grandi città europee (Roma, 1932), Evoluzione demografica dell'ebraismo italiano (1939), Some New Methods for the Graphical Representation of Statistical Data (1962), Standard Distance Measure and Related Methods for Spatial Analysis (1963), Graphical Rational Patterns: A New Approach to Graphical Presentation of Statistics (Gerusalemme, 1968), Population Trends of World Jewry (Gerusalemme, 1976), e The Population of Israel (Gerusalemme, 1977). La sua opera più importante, che riassume il lavoro di tutta la sua vita, è pubblicata postuma: New Methods of Geostatistical Analysis and Graphical Presentation: Distribution of Populations over Territories (1999).